# Klub der Kinoamateure Österreichs

Seit 1927 das Logo des KdKÖ

Der Klub der Kinoamateure Österreichs (KdKÖ) ist weltweit die älteste – seit 1927 – in dieser Form und unter dem ursprünglichen Namen bestehende Vereinigung nichtkommerziell Film- und Videoschaffender.

## Geschichte
Der KdKÖ wurde am 27. Oktober 1927 von Carl Maria Kotlik in Wien mit dem Ziel gegründet, die Herstellung von Filmen als Hobby zu betreiben und zu fördern. Filmen war zu dieser Zeit ein sehr elitäres und vor allem sehr kostspieliges „Vergnügen“. Die Pioniere des österreichischen Amateurfilms bringen viel Idealismus und Initiative auf und beschaffen mit großer Begeisterung und finanziellen Opfern die ersten technischen Geräte und Einrichtungen, die für das Klubheim notwendig sind.
1931 wird unter Mitwirkung des KdKÖ die „UNICA“ (Union international du cinéma d'amateur, heute: Union international du cinéma) gegründet. Der erste internationale Wettbewerb findet in Brüssel statt. Es entstehen viele, heute historisch sehr wertvolle Filme in den Schmalfilmformaten 9 ½ und 16 mm. Ein besonderes Ereignis, das Fritz Kuplent filmisch umsetzt, ist die Landung des Luftschiffes „Graf Zeppelin“ in Wien Aspern.
Einer Klubstatistik des Jahres 1934 ist zu entnehmen, dass das 9 ½ mm Format das dominierende System ist, gefolgt vom 16 mm Film. Circa 5 % verwendeten den „neuen“ 8 mm Film (halbierter 16 mm Film mit doppelter Anzahl an Perforationslöchern, das sogenannte „Arbeiter- oder Schnürsenkelformat“). 92 % aller Filme sind zu dieser Zeit Dokumentarfilme und nur knappe 4 % Spielfilme. Der Rest sind filmische Experimente.
Am 27. Februar 1936 findet der letzte Klubabend im Klubheim Wien 3., Schützengasse statt. Am 12. März 1936 wird das Klubheim im 7. Bezirk, in der Neubaugasse 36, eröffnet, in dem der Klub bis 1999 bleiben wird.
Vom 13. bis 19. Juni 1938 übernimmt der KdKÖ die Veranstaltung des VII. UNICA-Wettbewerbes im Rahmen der Wiener Festwochen. Aufgrund der politischen Ereignisse dieses Jahres müssen die österreichischen Filme unter deutscher Flagge starten. Der KdKÖ wird kurzerhand dem BDFA (Bund deutscher Filmamateure) angeschlossen. Die „Arbeitsgruppe WIEN des BDFA“ – so heißt der KdKÖ von März 1938 bis Mai 1945 – ist aber weiterhin in der Neubaugasse tätig.
Nach Kriegsende setzen sich schon im Mai 1945 einige Idealisten zusammen, um den KdKÖ wieder ins Leben zu rufen. Es gibt kein Vereinsvermögen mehr, die vom aufgelösten BDFA hinterlassenen Klubräume befinden sich in einem desolaten Zustand.
In den 1950er und frühen 1960er Jahren kommt es zur Gründung zahlreicher Verbandsvereine in ganz Österreich. Die Organisation und Betreuung dieser Vereine führt 1964 zur Gründung des „Verbandes Österreichischer Filmamateure – VÖFA“, in dem Mitglieder des KdKÖ an leitender Stelle tätig sind und mit genauso viel Idealismus ans Werk gehen, wie ihre Vorgänger, die 1927 den KdKÖ gegründet haben. Mitte der 1970er Jahre startet die legendäre Kursreihe „Mehr Freude am Filmen“, die der KdKÖ gemeinsam mit der Zeitung Kurier abhält. Diese 3-teiligen Kursveranstaltungen werden mehrere Jahre hindurch jeweils im Frühjahr und im Herbst abgehalten und sind derart gut besucht, dass manche Kurse parallel bis dreigleisig „gefahren“ werden müssen. Die Werbewirksamkeit durch die Publikation im Kurier ist ebenfalls sehr groß, sodass der Klub einen Zuwachs auf 180 Mitglieder verzeichnen kann. Eine genaue Gesamtanzahl der an dieser Kursreihe teilnehmenden Filmerinnen und Filmer lässt sich nicht mehr eruieren, rückblickend geschätzt werden es aber wohl weit über 3.000 Teilnehmer gewesen sein, die sich im KdKÖ das Grundwissen für ihr Hobby angeeignet haben. Auch ist zu dieser Zeit die Super8-Technik an ihrem Höhepunkt angelangt und der Klub verzeichnet weiterhin regen Mitgliederzuwachs.
Schon 1981 wird der Aufbau einer „KdKÖ Sektion Video“ in Angriff genommen. Im September 1981 erreicht alle Filmamateure die überraschende Meldung vom Niedergang des Schmalfilmgeräteherstellers Eumig. Die Preise für einige Filmgerätetypen dieses ehemaligen Paradeunternehmens sinken ins Bodenlose und so manches Klubmitglied kann sich zu günstigsten Preisen mit hochwertigen Kameras und Filmprojektoren eindecken.
1986 sind wieder Film- und Videokursveranstaltungen des Klubs vorgesehen. Die Teilnahme ist jedoch derart gering, dass diese Kursreihe keine Fortsetzung mehr findet. Allgemein ist festzustellen, dass ein starker Mitgliederschwund zu verzeichnen ist. Immer mehr Menschen beschäftigen sich mit der Videographie und haben wenig Interesse, sich darin zu perfektionieren, beziehungsweise aktiv an einem Klubbetrieb teilzunehmen. Der Konsumgedanke tritt immer mehr in den Vordergrund. Um dem Rechnung zu tragen, stellt die Klubleitung des KdKÖ ihr Programm für die Klubabende auf vorwiegend „Film schauen“ um. So stehen auf dem Klubprogramm die neuesten Filme der Klubmitglieder, Abende zum Thema Familienfilm und Filmabende mit gemischtem Programm preisgekrönter Filme. Auch wird versucht, an den sogenannten „Video-Aktiv-Abenden“ neue Interessenten für dieses Medium zu gewinnen.
1991 beginnt der Aufbau des KdKÖ-Schmalfilmgerätemuseums. Zwischenzeitlich ist diese Sammlung zu einem sehenswerten Museum angewachsen. Die Exponate werden zu Sonderausstellungen zusammengestellt und bei Filmveranstaltungen österreichweit eingesetzt.
Das Aufnahmemedium Video setzt sich rapide durch, sodass bei der Übersiedlung in das Klubheim im 15. Bezirk, Mareschplatz 5, am 9. September 1999 die Klubmitglieder ausschließlich Filme mit elektronischer Aufzeichnung herstellen.
Der Klub der Kinoamateure ist nach wie vor in Sachen „Film und Video“ äußerst aktiv. Die wöchentlich am Donnerstag stattfindenden Klubabende beinhalten Vorführungen von Filmen der Klubmitglieder, internationaler Amateurfilme, technische Präsentationen und Fortbildungsabende für Anfänger und Fortgeschrittene.
2007, im 80. Bestandsjahr des Klubs, werden sowohl die Wiener Landesmeisterschaft als auch die Österreichische Staatsmeisterschaft der Film-Autoren organisiert und durchgeführt. Bei der Staatsmeisterschaft können zur Preisverleihung in den Sonderpreis-Kategorien Kamera, Darsteller, akustische Gestaltung, Regie, Drehbuch usw. zahlreiche Gäste begrüßt werden, die selbst einmal als Amateurfilmer im KdKÖ begonnen haben bzw. in Filmen von KdKÖ-Autoren mitwirkten und heute zur "Prominenz" des "österreichischen Films" gehören.